# Liste der National Historic Landmarks in Delaware
Die Liste der National Historic Landmarks in Delaware führt alle Objekte und Stätten im US-amerikanischen Delaware auf, die vom National Register of Historic Places zur National Historic Landmark erklärt wurden.

## Liste
Zurzeit gibt es in Delaware 13 National Historic Landmarks:
- Aspendale, Kenton
- Jacob Broom House, Montchanin
- Corbit-Sharp House, Odessa
- John Dickinson House, Dover
- Eleutherian Mills, Wilmington
- Fort Christina, Wilmington
- Holy Trinity (Old Swedes) Church, Wilmington
- Howard High School, Wilmington
- Lightship LV-118, Lewes
- Lombardy Hall, Wilmington
- New Castle Court House, New Castle
- New Castle Historic District, New Castle
- Stonum, New Castle

## Bilder (Auswahl)

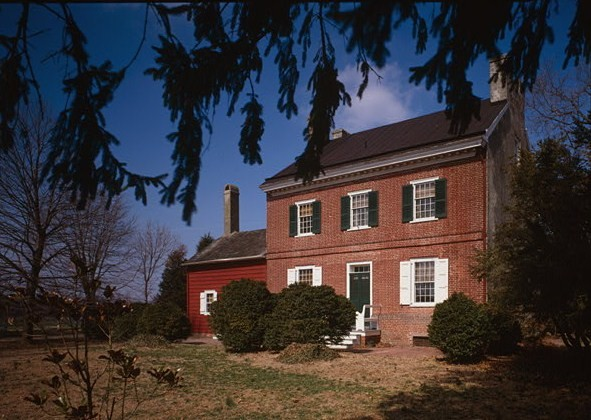
Aspendale
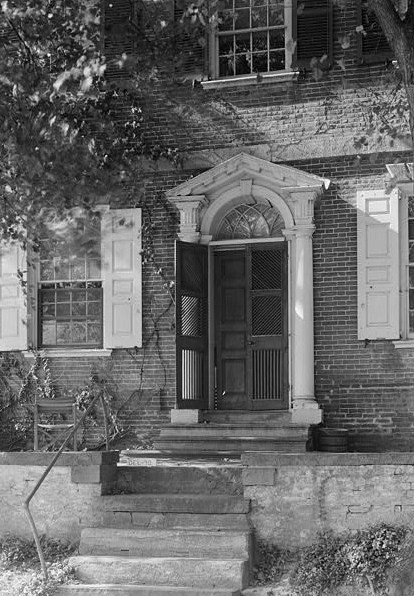
Corbit-Sharp House
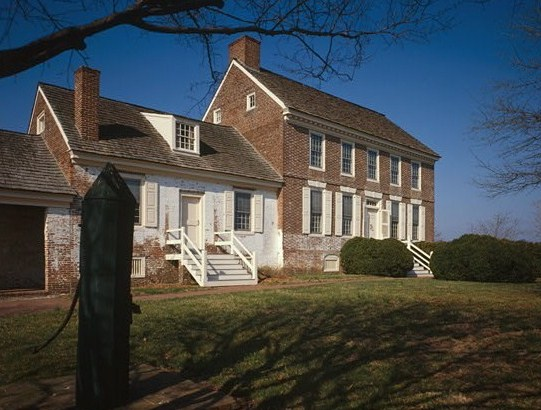
John Dickinson House
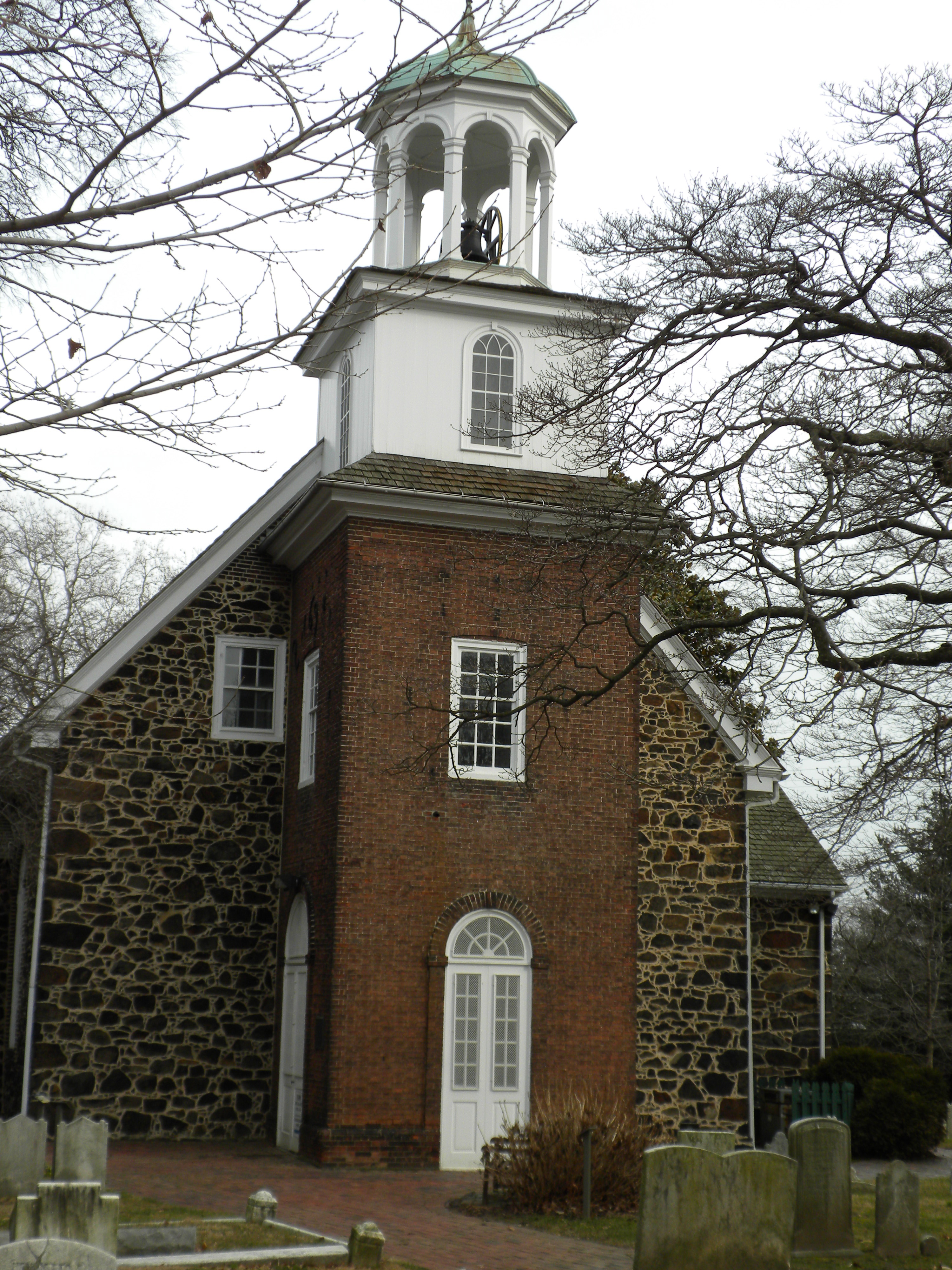
Holy Trinity

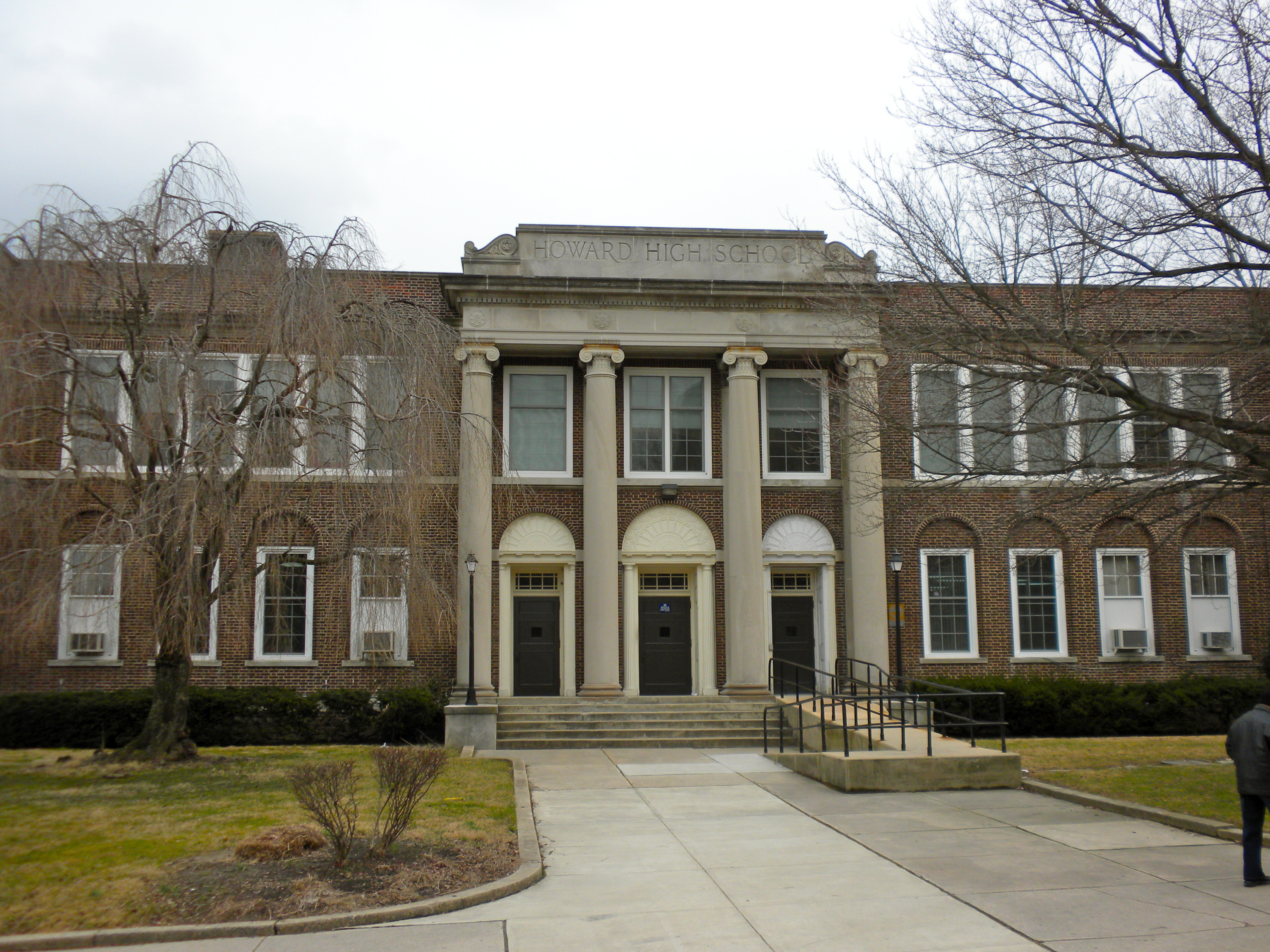
Howard High School
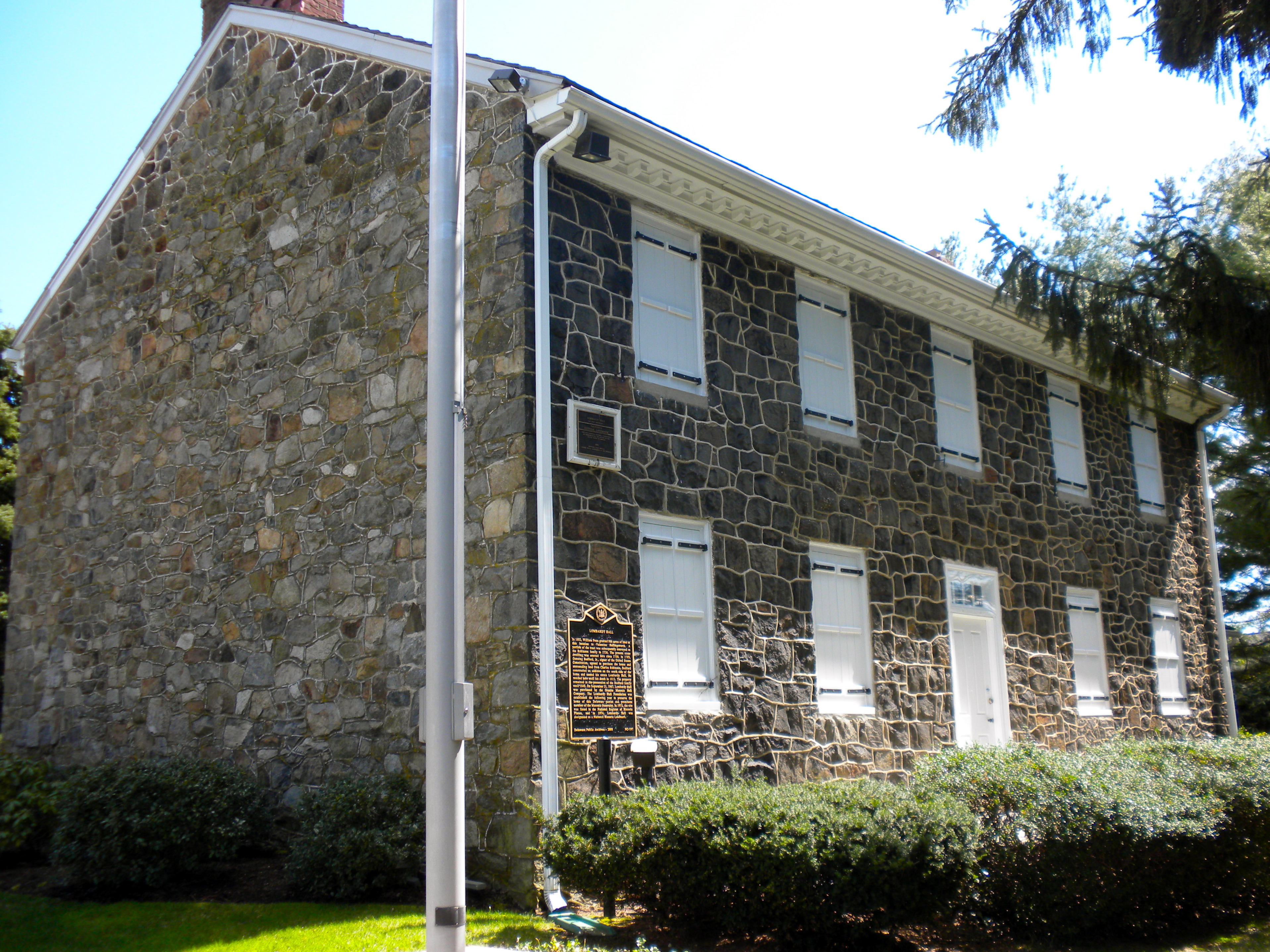
Lombardy Hall
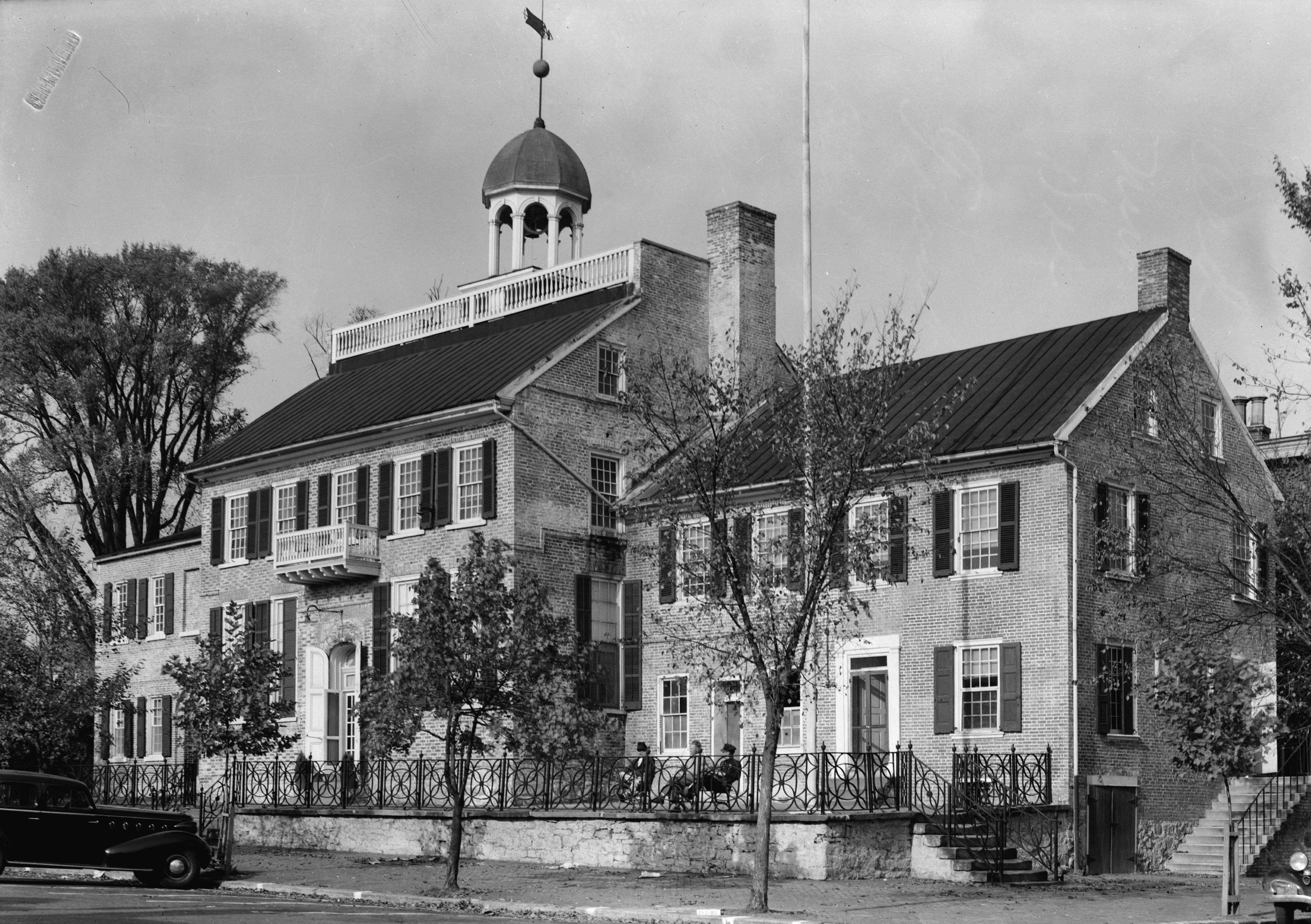
New Castle Court House
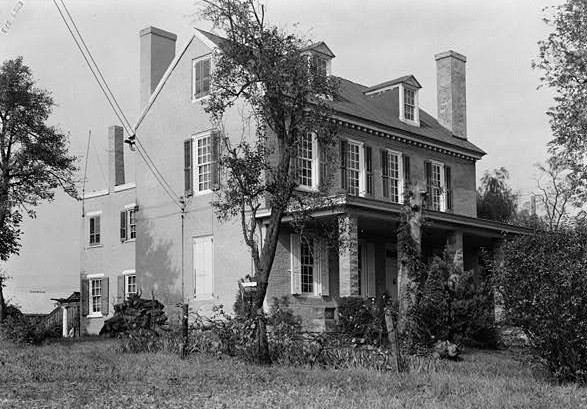
Stonum